# Wapen van Dongeradeel

Wapen van Dongeradeel

Het wapen van Dongeradeel was het gemeentelijke wapen van de voormalige Friese gemeente Dongeradeel. Het werd bij koninklijk besluit op 5 januari 1984 aan de gemeente verleend. Vanaf 2019 is het wapen niet langer als gemeentewapen in gebruik omdat de gemeente Dongeradeel in de nieuwe gemeente Noardeast-Fryslân op is gegaan.

## Blazoenering
De beschrijving luidt: 
"In azuur een golvende keper van zilver, vergezeld boven van twee sterren van goud, beneden van een omgekeerde wassenaar van zilver, een ster van goud omsluitend. Het schild gedekt met een gouden kroon van drie bladeren en twee keer drie parels."

## Geschiedenis
De wapens van de voorgaande gemeenten; Oost- en Westdongeradeel en Dokkum vormden de basis voor het nieuwe ontwerp. Over de betekenis van de kleur blauw blijft het gissen volgens Jelle Terluin, van de Fryske Rie foar Heraldyk, omdat de kleur blauw veel voorkomt in wapens van kustgemeenten. 
De witte golvende balken symboliseren de riviertjes Paesens en Zuider Ee die op het grondgebied van de gemeente stromen. De sterren zijn afkomstig van het wapen van Dokkum. De zespuntige sterren (in Friese wapens altijd zes punten, richtinggevend zoals de poolster) zijn "Sterre der Zee" de Stella Maris, of Maria. De halve maan heeft mogelijk een achtergrond op het gebied van kruistochten die Dokkummers samen met Haarlemmers uitvoerden. De halve maan werd toegevoegd na de verovering van het Egyptische Damietta in 1219. Volgens Terluin houdt de halve maan verband met de Mariaverering.

## Verwante wapens

Wapen van Dokkum
Wapen van Oostdongeradeel
Wapen van Westdongeradeel
Het wapen van Polder van Oost- en Westdongeradeel